# Enrico d'Oncieu de Chaffardon
Enrico d'Oncieu de Chaffardon (Chambéry, 25 aprile 1875 – Peteano, 25 novembre 1915) è stato un militare italiano decorato con la medaglia d'argento al valor militare.

## Biografia
Il conte Enrico d'Oncieu de Chaffardon nasce a Chambéry da un'antica e nobile famiglia di origini savoiarde, con un'importante tradizione militare alle spalle. Tra l'altro, un suo avo aveva comandato il reggimento Dragoni di Sua Maestà dell'Esercito Sardo-Piemontese, nel periodo dell'attacco francese contro il Regno di Sardegna, nel 1796.
Egli viene così rapidamente indirizzato alla carriera militare, che compirà tutta nell'arma di Fanteria.
Arruolatosi nel Regio Esercito, frequenta il corso da allievo ufficiale, ottenendo i gradi da sottotenente.
Promosso tenente, viene trasferito, nel tempo, a vari reggimenti, e raggiunge infine il 67º Reggimento Fanteria "Palermo", che, dal 1908, è di stanza a Como.
Nello stesso periodo, sposa Ada Verga, di ricca e illustre famiglia milanese: i due conti si stabiliscono così a Como, diventando figure molto note della società lariana.
Promosso nel frattempo capitano, agli inizi di maggio del 1915, in vista dell'entrata in guerra del Regno d'Italia, viene inviato col suo reggimento in Valtellina. Allo scoppio delle ostilità, il 24 maggio, la Brigata "Palermo" si porta in alta Val Camonica, dando il via alle operazioni sul fronte del Passo del Tonale.
In ottobre, la brigata si trasferisce sul fronte dell'Isonzo, ed il 10 novembre si trova dislocata nei dintorni di Gorizia. Lo stesso giorno, allo scoppio della Quarta battaglia dell'Isonzo, il 67º inizia una manovra che lo porta, il 19 novembre,  alle pendici del Monte San Michele nella zona di Peteano.
Il giorno successivo, il capitano d'Oncieu, fino ad allora comandante di compagnia, viene nominato comandante del III battaglione del  67º Reggimento Fanteria.
Con ripetuti assalti, egli guida così il suo battaglione alla conquista della quota 124 del Monte San Michele che viene conquistata. Il violento contrattacco austriaco costringe però gli italiani a tornare sulle posizioni di partenza, e l'attacco deve essere dunque ripetuto nei giorni successivi. Il 24, dopo varie vicende, la quota cade nuovamente in mano austriaca.
Il 25 novembre, il capitano d'Oncieu si lancia coi suoi uomini all'assalto della quota 124, ma, giunto nella trincea nemica, viene colpito da una fucilata, morendo poco dopo.
Il brillante assalto condotto alla testa del suo battaglione ed il sacrificio della vita vengono ricompensati con la Medaglia d'Argento al Valor Militare alla memoria.

## Onorificenze

### Riconoscimenti
Dopo la morte, il capitano d'Oncieu è stato ricordato anche grazie all'opera della moglie, contessa Ada d'Oncieu, che, divenuta presidente delle Patronesse dell'Associazione Nazionale Famiglie dei Caduti e Dispersi in Guerra, ne ha tenuto sempre vivo il ricordo.
In particolare, sono stati intitolati al conte d'Oncieu:
- un'aula scolastica della Scuola Primaria "F. Baracca" di Como
- la colonia "capitano conte E. d'Oncieu de Chaffardon" di Vendrogno, sita in una villa donata dalla moglie del capitano all'Associazione Famiglie dei Caduti e Dispersi in Guerra della provincia di Como.

Il medagliere e numerosi cimeli appartenuti al capitano d'Oncieu sono inoltre conservati presso il sacrario del 67º Reggimento Fanteria "Palermo", ubicato presso la caserma "Carlo De Cristoforis" di Como.